# آنتونوف-۷۴–۳۰۰
آنتونوف-۷۴–۳۰۰ An-74-300 یک هواپیمای مسافربری ساخته شرکت آنتونوف کشور اوکراین است. این هواپیما از سال ۲۰۰۱ روانه بازار شد. تفاوت عمده این هواپیما با آنتونوف-۷۴ در نحوه قرارگیری موتورها است که در این هواپیما، دو موتور در زبر بالها قرار گرفته‌اند اما در مدل ۷۴ موتورها در بالای بال هستند.

## مشخصات
آنتونوف-۷۴–۳۰۰ دارای دو موتور توربوفن در زیر دو بال است.
- فاصله نوک دو بال: ۳۱٫۹ متر
- طول: ۲۸٫۱ متر
- ارتفاع: ۸٫۷ متر
- ظرفیت مسافر: ۶۸ نفر
- بیشینه سرعت: ۷۲۵ کیلومتر بر ساعت
- محدوده پرواز: ۳۵۰۰ کیلومتر

## مدل‌ها
- An-74TK-200 مدل پایه مسافربری
- An-174 مدل پیشنهادی با بدنه طولانی‌تر.